# Agapetes thailandica
Agapetes thailandica är en ljungväxtart som beskrevs av Watthana. Agapetes thailandica ingår i släktet Agapetes och familjen ljungväxter. Inga underarter finns listade i Catalogue of Life.